# カワイヌイ湿地
カワイヌイ湿地（カワイヌイしっち、英語: Kawainui Marsh）はアメリカ合衆国ハワイ州オアフ島にある湿地で、ハワイ州で唯一ラムサール条約に登録された湿地である。

## 湿地
カワイヌイ湿地はハワイ州とホノルル市が所有しているハワイ州で最大の湿地で、面積は3.2平方キロメートル。オアフ島東部（風上側）のカイルアの近くにある。マウナウィリ渓谷（Maunawili）からの川が海へそそぐ場所の三角江になっている。所在地はかつての楯状火山のコオラウ山脈のカルデラ内側に当たる。 
現在、カワイヌイ湿地の大部分は植物に覆われており、レイサンマガモ、ハワイガン（ネネ）などの固有種の水鳥が生息している。乾燥地には牛が放牧されている。もともとこの湿地の一部はカネオヘ牧場（Kaneohe Ranch）に属していた。

## 周りのヘイアウ
カワイヌイ湿地の周りには3つのヘイアウ（ハワイ先住民の聖所）、ウルポ・ヘイアウ（Ulupō Heiau）、パフキニ・ヘイアウ（Pahukini Heiau）、ホロマカニ・ヘイアウ（Holomakani Heiau）もある。

## ハマクア湿地
すぐに下流側の道路を隔てた場所には小規模のハマクア湿地（Hamakua Marsh）がある。カワイヌイ湿地と共にラムサール条約に登録されている。